# أنطونيو دا سيلفا
أنطونيو دا سيلفا (بالبرتغالية: Antônio da Silva) مواليد 13 يونيو 1978 في ريو دي جانيرو
لاعب كرة قدم برازيلي سابق.

## روابط خارجية
- أنطونيو دا سيلفا على موقع قاعدة بيانات كرة القدم.إي يو (الإنجليزية)
- أنطونيو دا سيلفا على موقع بيانات كرة القدم. دي إي (الألمانية)
- أنطونيو دا سيلفا على موقع Soccerway.com (الإنجليزية)
- أنطونيو دا سيلفا على موقع عالم كرة القدم.نت (الإنجليزية)